# Elfrida Andrée

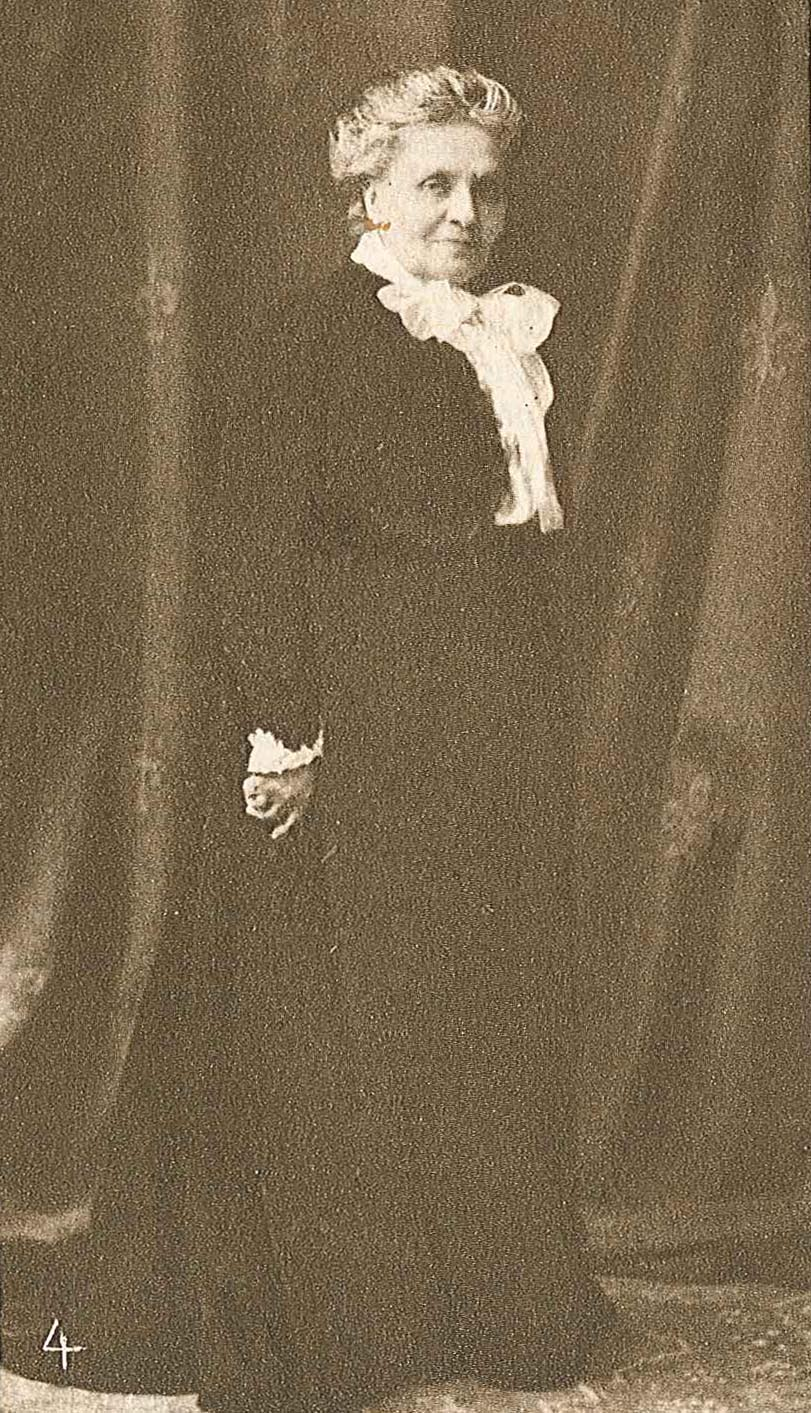
Elfrida Andrée (um 1916)

Elfrida Andrée (* 19. Februar 1841 in Visby; † 11. Januar 1929 in Göteborg) war eine schwedische Organistin und Komponistin.
Die Schülerin von Ludvig Norman und Niels Wilhelm Gade war eine Vertreterin der Frauenbewegung. Sie war eine der ersten Organistinnen im skandinavischen Raum. Ab 1861 wirkte sie in Stockholm und wurde 1867 Organistin an der Kathedrale von Göteborg. Für ihre Verdienste wurde sie zum Mitglied der Schwedischen Musikakademie gewählt.
Andrées Orgelsinfonien werden bis in die Gegenwart aufgeführt. Sie komponierte außerdem die Oper Fritiofs saga (auf einen Text von Selma Lagerlöf, 1899), mehrere Orchesterwerke, ein Klavierquintett (1865), ein Klavierquartett (1870) und ein Klaviertrio (1887), Violin- und Klavierstücke, zwei Schwedische Messen und Lieder. Wiederentdeckt wurde die Komponistin in den 1980ern durch die schwedische Musikwissenschaftlerin Eva Öhrström.